# Aalen
Aalen (švapski: Oole) je grad u njemačkoj pokrajini Baden-Württemberg, oko 70 km istočno od Stuttgarta i 48 km sjeverno od Ulma. To je sjedište okruga Ostalbkreis i njegov najveći grad. Od 1. travnja 1956. Aalen ima status Große Kreisstadt ("glavni grad okruga").
S površinom od 146,63 km2 Aalen je na 7. mjestu u Baden-Württembergu, te na 2. mjestu u upravnom području Stuttgart, nakon samog Stuttgarta. S populacijom od oko 66.000 stanovnika Aalen se nalazi na 15. mjestu u Baden-Württembergu.
Aalen ne treba miješati s gradom Ahlenom u pokrajini Sjeverna Rajna-Vestfalija čije se ime isto izgovara.

## Zemljopis
Aalen se nalazi u gornjem toku rijeke Kocher, u podnožju švapske Jure na jugu i jugoistoku, te blizu brdovitog kraja Ellwanger na sjeveru.
Nadmorska visina na središnjem trgu je 430 m u odnosu na Normalhöhennull. Najniža točka je na rijeci Lein u blizini Rodamsdörfle, dok je najviša točka vrh Grunberg u blizini Unterkochena na 733 m. 
Srednja temperaturi u siječnju je -11,6 °C, a 32,7 °C u srpnju što dovesti do srednje godišnje temperature od 9,9 °C. Aalen je iznad njemačkog prosjeka od 8,2 °C i Baden-Württemberga od 8,1 °C. Trajanja sijanja sunca je oko 1800 sati godišnje, što je prosjek od 4,93 sati dnevno, dok je 167 dana s oborinama.

## Šport
Aalen ima nekoliko športskih ekipa. Scholz Arena je domaći stadion nogometnog kluba VFR Aalen. Hrvački klub KSV Aalen je jedan od najboljih klubova u cijeloj Njemačkoj.

## Religija
Prema stanju iz 31. prosinca 2008 51.1% stanovništva grada su činili katolici, 23.9 % luterani. Oko 25 % stanovništva su ili pripadali drugim reigijama ili nijednoj ili se nisu uopće izjasnili. Gradski okrug Waldhausen je bio okrug s najvećim postotkom katolika (75.6% ) dok je središnji okrug imao najveći postotak luterana (25,6%)  kao i onih koji su pripadali drugim vjerama ili nisu nijednoj (32.5% ).

## Gradovi prijatelji
- Saint-Lô, Francuska (od 1978.)
- Christchurch, Ujedinjeno Kraljevstvo (od 1981.)
- Tatabánya, Mađarska (od 1987.)
- Antakya, Turska (od 1995.)

## Vanjske poveznice
|  | Zajednički poslužitelj ima još gradiva o temi Aalen |

- Službene stranice Aalena